# 拜拉克 (丘胡伊夫區)
50°9′4″N 36°43′19″E / 50.15111°N 36.72194°E
拜拉克（烏克蘭語：Байрак）是位於烏克蘭東部的村莊，由哈爾科夫州丘胡伊夫区的沃夫昌斯克市鎮負責管轄。該村距離瓦爾瓦里夫卡3公里，始建於1785年，面積1.16平方公里，海拔高度149米，2001年人口42。